# سرو (شهر برزیل)
سِرُو (انگلیسی: Serro) در ایالت مینا ژرایس برزیل واقع شده‌است. این شهر متعلق به منطقه کلان‌شهری و بلو هوریزونته است. سرو به خاطر پنیر سنتی ، غنا فرهنگی، نفوذ مستعمراتی و محیط منحصر به فرد خود مشهور است.

محل سرو